# Pollutimonas nitritireducens
Pollutimonas nitritireducens es una bacteria gramnegativa del género Pollutimonas. Fue descrita en el año 2023. Su etimología hace referencia a reducción de nitrito. Es aerobia y móvil Tiene un tamaño de 0,8-1,2 μm de ancho por 1,5-2,1 μm de largo. Catalasa y oxidasa positivas. Forma colonias de color cremoso, lisas, brillantes y con márgenes enteros en agar R2A tras 5 días de incubación. Temperatura de crecimiento entre 5-33 °C, óptima de 28 °C. Tiene un genoma de 4,31 Mpb y un contenido de G+C de 57,2%. Se ha aislado de aguas subterráneas contaminadas en el lago Karachai, Rusia. 